# 1-й Новомихалковский проезд
Пе́рвый Новомиха́лковский прое́зд — улица на севере Москвы в районе Коптево Северного административного округа между Большой Академической улицей и улицей Генерала Рычагова.

## Происхождение названия
Улица возникла в 1923 году и называлась Новопроектированная улица, в 1955 году получила нынешнее название. Все четыре Новомихалковских проезда (2-й Новомихалковский проезд не сохранился) названы как новые по отношению к ближней Михалковской улице.

## Описание
1-й Новомихалковский проезд начинается от улицы Генерала Рычагова, проходит на восток параллельно Михалковской улице, выходит на Большую Академическую улицу напротив улицы Прянишникова.

## Примечательные здания
- № 2, корпус 1 — 26-этажный монолитный жилой дом (2004)[2].

## Фотогалерея
- г. Москва 1-й Новомихалковский проезд
- г. Москва 1-й Новомихалковский проезд